# نیروگاه برق آبی التا
نیروگاه برق آبی التا (به لاتین: Alta Hydroelectric Power Station) یک نیروگاه برقابی در نروژ است که در التا، نروژ واقع شده‌است.